# تياغو أراوخو
تياغو فيليب ألفيس أراوخو (من مواليد 27 مارس 2001) هو محترف برتغالي لاعب كرة قدم، يلعب دور جناح لصالح بنفيكا في الدوري البرتغالي.

## مسيرته الكروية
في 4 أبريل 2019، وقع أراوجو عقدًا مع نادي بنفيكا. ظهر لأول مرة مع بنفيكا ب في فوز 3-2 في دوري البرتغالي لكرة القدم على يو دي فيلافرانكوينسي في 13 سبتمبر 2020. في 21 تشرين الثاني عام 2020، وقال أنه لأول مرة الأولى فريقه في 1-0 كوب الفوز على باريديس.

## وصلات الخارجية
- تياغو أراوخو  على سكروي
- الملف الشخصي FPF